# جان لزلی
جان لزلی (انگلیسی: John Leslie؛ زاده ۱۰ آوریل ۱۷۶۶ درگذشته ۳ نوامبر ۱۸۳۲) یک دانشمند در زمینه ریاضیات و فیزیک اهل بریتانیا بود.